# Liste de films tournés en Martinique
Un certain nombre d'œuvres cinématographiques et télévisuelles ont été tournés à la Martinique.
Voici une liste à compléter de films, téléfilms, feuilletons télévisés, films documentaires… tournés à la Martinique, classés par commune, lieu de tournage et date de diffusion.
- Haut – A
- B
- C
- D
- E
- F
- G
- H
- I
- J
- K
- L
- M
- N
- O
- P
- Q
- R
- S
- T
- U
- V
- W
- X
- Y
- Z

## Lieux à situer
- 1971 : Laisse aller... c'est une valse de Georges Lautner
- 1975 : Le Sauvage de Jean-Paul Rappeneau
- 1979 : SOS Concorde de Ruggero Deodato
- 1989 : Une saison blanche et sèche  d'Euzhan Palcy
- 1990 : La Fête des pères de Joy Fleury
- 1994 : L'Exil du roi Behanzin de Guy Deslauriers
- 1999 : Thomas Crown de John McTiernan
- 2002 : La Vérité sur Charlie de Jonathan Demme
- 2004 : Vers le sud de Laurent Cantet
- 2007 : Tropiques Amers de Jean-Claude Barny (série télé diffusée sur France 3, le tiers du tournage a eu lieu en Martinque)
- 2009 : Aliker de Guy Deslauriers
- 2011 : Bienvenue à bord d'Éric Lavaine
- 2012 : 30° Couleur de Lucien Jean-Baptiste et Philippe Larue

## B
- Basse-Pointe :
  - 2012 : Toussaint Louverture de Philippe Niang

## F
- Fort-de-France :
  - 1983 : Rue Cases-Nègres d'Euzhan Palcy
  - 1990 : Promotion canapé de Didier Kaminka (Ancienne station thermale d'Absalon)

## L
- Le Diamant
  - 1994 : Série TV L'Instit de Pierre Grimblat, Didier Cohen et Gérard Marx avec Gérard Klein épisode « Une seconde chance »

- Le François :
  - 1999 : Belle-maman de Gabriel Aghion (Habitation Clément)

- Le Lamentin :
  - 1990 : Promotion canapé de Didier Kaminka

- Les Anses-d'Arlet
  - 1990 : Promotion canapé de Didier Kaminka

- Les Trois-Îlets :
  - 1983 : Rue Cases-Nègres d'Euzhan Palcy

## R
- Rivière-Salée :
  - 1983 : Rue Cases-Nègres d'Euzhan Palcy

## S
- Sainte-Anne :
  - 1990 : Promotion canapé de Didier Kaminka

- Saint-Pierre
  - 2004 : Biguine de Guy Deslauriers